# Antonio Hernández (Regisseur)
Antonio Hernández Núñez (* 1953 in Peñaranda de Bracamonte) ist ein spanischer Schauspieler, Filmregisseur und Drehbuchautor.
Antonio Hernández Núñez wurde 1953 in Peñaranda de Bracamonte in der Provinz Salamanca in der spanischen autonomen Gemeinschaft Kastilien-León geboren.
Er studierte Filmwissenschaft an der Universität Complutense Madrid. Sein Regiedebüt gab er mit dem Film F.E.N (Formacion del espiritu nacional), bei dem die im spanischen Film bereits bekannten Schauspieler Héctor Alterio und José Luis López Vázquez die Hauptrollen spielten.
Von 1994 bis 1999 arbeitete er mit seiner eigenen Produktionsgesellschaft Zeppelín Televisión.

## Filmografie (als Drehbuchautor und Regisseur)
- 1980: F.E.N.
- 1981: Apaga... y vámonos
- 1991: Cómo levantar mil kilos
- 1999: Im Schatten von Lissabon (Lisboa)
- 2000: El gran marciano
- 2002: Jenseits der Erinnerung (En la ciudad sin límites)
- 2005: Oculto
- 2006: Die Borgias (Los Borgia)
- 2007: El Menor de los males
- 2011: Ritter des heiligen Grals (El Capitán Trueno y el Santo Grial)

## Auszeichnungen
- 1999 war Im Schatten von Lissabon auf dem spanischen Filmfestival Málaga in der Kategorie Bester Film nominiert. Auf dem Cairo International Film Festival wurde der Film im Jahr darauf für die Goldene Pyramide nominiert.
- 2002 erhielt Jenseits der Erinnerung auf dem Cinespaña-Festival (Festival du Cinéma Espagnol de Toulouse Midi-Pyrénées) insgesamt vier Preise (Audience Award, Prix du Jury des Lecteurs de la dépêche du midi, Student Jury Award, Violette d'Or). Weitere Auszeichnungen für diesen Film erhielt Hernández 2003. Vom Verband der spanischen Drehbuchautoren (Círculo de Escritores Cinematográficos) wurde er für den CEC Award nominiert, die Entrega de los Premios Goya nominierte ihn für den Goya für den besten Film und verlieh ihm und seinem Mitautor Enrique Brasó den Preis für das beste Originaldrehbuch.
- El Menor de los males war 2007 in Málaga für den Biznaga de Oro als bester Film nominiert; er wurde mit einem Biznaga de Plata für das beste Drehbuch ausgezeichnet, den Hernández gemeinsam mit Antonio Galeano erhielt.